# Chlorochaeta delineata
Chlorochaeta delineata là một loài bướm đêm trong họ Geometridae.